# Somsak Pornnarai
Somsak Pornnarai (en tailandés: สมศักดิ์ พรนารายณ์) o Saksit Khamsai (en lao: ສັກສິດ ຄຳໄຊ; 1962-30 de abril de 1999) fue un asesino, violador en serie y asesino en serie confeso de Laos que fue declarado culpable, condenado a muerte y Posteriormente ejecutado por violar y asesinar a una adolescente de 15 años en la provincia de Loei, Tailandia. Antes de su ejecución, confesó numerosas violaciones y dos asesinatos cometidos en su Laos natal.

## Primeros años
Gran parte de los primeros años de vida de Somsak están envueltos en un velo de misterio, ya que la mayor parte de la información provino de sus propios recuerdos. Según él, nació en una región indeterminada en 1962 y supuestamente se dedicaba a diversos trabajos menores, como la agricultura y la jardinería. Somsak afirmó que a menudo utilizaba los servicios de prostitutas cuando tenía dinero, pero cuando no podía pagar, atraía a la mujer a un lugar apartado y la violaba, alegando que había perdido la cuenta de cuántas había violado.

## Crímenes

### En Laos
Somsak afirmó que su primer asesinato se cometió en Laos, cuando secuestró a una mujer que intentó resistirse a ser violada. Luego la golpeó hasta matarla y arrojó su cuerpo a un lago cercano. Luego afirmó haber continuado violando a muchas otras mujeres que nunca denunciaron los crímenes a la policía. En un momento dado, asesinó a otra mujer y nuevamente arrojó el cuerpo a un lago, pero los familiares de la fallecida lo encontraron pronto. Al darse cuenta de que era alguien que supuestamente era famoso en la zona, Somsak, con la ayuda de algunos conocidos, obtuvo un pasaporte tailandés falso bajo el nombre "Saksit Khamsai" y huyó a la provincia de Nakhon Ratchasima en Tailandia.

### En Tailandia
Durante su estancia en Nakhon Ratchasima, Somsak afirmó no haber violado a nadie, ya que tenía suficiente dinero para pagar los servicios de prostitutas locales. Sin embargo, más tarde fue arrestado por robo y encarcelado en la Prisión Central de Nakhon Ratchasima. Mientras cumplía su condena allí, entabló amistad con un hombre tailandés y, después de su liberación el 7 de junio de 1995, Somsak fue invitado a quedarse en la casa del hombre en el distrito de Mueang Loei en la provincia de Loei.
Dado que no tenía residencia permanente, Somsak aceptó y lo acompañó. Sin embargo, antes de poder establecerse, sus impulsos sexuales lo dominaron, llevándolo a viajar al cercano distrito de Chiang Khan en busca de una víctima. Allí, violó e intentó matar a un conductor de triciclo en el bosque detrás de la escuela Ban Na Sam, pero la víctima sobrevivió. Temiendo ser capturado, Somsak huyó de nuevo al distrito de Mueang Loei.
Después de mudarse a la casa de su nuevo amigo en Bu Hom, se enteró de que las dos sobrinas del hombre también vivían con él, pero actualmente trabajaban en Bangkok. Una de ellas, Jarunee, de 15 años, regresó un día para visitar al ama de llaves, tras lo cual se encontró cara a cara con Somsak. Evidentemente enamorado de ella, se enteró de que viajaría nuevamente a Bangkok el 4 de julio de 1995, lo que llevó a Somsak a planear tener relaciones sexuales con ella ese día.
Mientras todos en la casa dormían, él se coló en la habitación de Jarunee, la abrazó y luego comenzó a quitarse la ropa. Cuando ella se despertó, él le tapó la boca con la mano y le pidió dormir con ella, pero Jarunee se negó e intentó liberarse de su agarre. Luego, Somsak agarró una toalla cercana, se la puso en la boca y luego usó un cable eléctrico para estrangularla hasta la muerte. Después de eso, violó su cadáver y luego salió de la casa. El cuerpo de Jarunee pronto fue encontrado por su hermana menor.

## Arresto, juicio y ejecución
Después de encontrar el cadáver de Jarunee, su hermana menor llamó a la policía y dijo que lo había visto a Somsak salir de la casa llevando una bolsa. Considerándolo el principal sospechoso, las autoridades locales lo buscaron hasta las 4:30 p. m., momento en el que recibieron una pista de un ciudadano que lo había visto en la parada de autobús en Chiang Khan. Un oficial de policía se acercó a él, momento en el que Somsak intentó huir, pero fue detenido inmediatamente.
Inicialmente negando la responsabilidad por el asesinato, eventualmente confesó haber matado a Jarunee y el intento de asesinato del conductor del triciclo, explicando que no podía controlar sus impulsos sexuales. Más tarde fue llevado a juicio por los crímenes ante el Tribunal Provincial de Loei, donde fue declarado culpable y condenado a muerte. Sus posteriores apelaciones ante el Tribunal de Apelaciones y la Corte Suprema fueron denegadas, y el rey Bhumibol Adulyadej se negó a emitir un perdón real el 27 de marzo de 1999.
El 30 de abril de 1999, Somsak fue trasladado a la Prisión Central de Bang Kwang para enfrentar la ejecución. Antes de que pudieran comenzar los procedimientos oficiales, se le exigió que diera sus huellas dactilares y se sometiera a una verificación de antecedentes. Somsak pidió un cigarrillo y, mientras fumaba, el teniente coronel Komon Yimpuyai, jefe de la División de Registro Criminal, le pidió que contara su historia personal. Somsak admitió posteriormente que era un inmigrante ilegal de Laos y que adquirió un pasaporte tailandés falso pagando un soborno a un funcionario corrupto. Luego escribió una carta en su lengua materna laosiana, confesando los numerosos crímenes cometidos en su país natal.
Después de tomar sus huellas dactilares, el oficial leyó su orden de ejecución. La última comida de Somsak consistió en arroz blanco, sopa de tofu con cerdo picado, khanom mo kaeng y una botella de agua. Cuando terminó su comida, dijo lo siguiente: "Admito que la mayoría de las personas tailandesas son muy amables. Pero a mí no me está yendo bien. Traicioné a mis bienhechores y fui ingrato con la tierra que abandoné y en la que viví. Cuando me enviaron a esta prisión, nadie me intimidó ni acosó. Solo hubo compasión y simpatía. Si la próxima vida es real, deseo renacer para expiar mis crímenes y volver a la gracia de esta tierra". A las 6:01 p. m., fue ejecutado por el verdugo Chaowaret Jaruboon, convirtiéndose en la sexta persona ejecutada en Tailandia desde la reanudación de las ejecuciones en 1996.